# ワンダフルデイズ (映画)
『ワンダフルデイズ』（Wonderful Days、原題：원더풀 데이즈）は、2003年7月17日に韓国で公開、その後2005年4月23日に日本でも公開された、韓国のSFアニメ映画である。

## 概要
製作期間5年、制作費約13億円をかけて作られた、日本の『AKIRA』等のディストピア作品の流れを組むSFアニメ映画である。アニメーション作品だが、背景はミニチュアセットを組み、実写映像で撮影されている。
シナリオの監修として、実写映画『猟奇的な彼女』『ラブストーリー』『僕の彼女を紹介します』『デイジー』『僕の彼女はサイボーグ』等で監督や脚本家を務めたことで知られるクァク・ジェヨンが参加している。
日本では山賀博之を中心としてガイナックスが日本語吹替版を制作し、配給も行った（ガイナックス第1回配給作品）。日本語吹替版は、映画の題名の映像も、日本語で『ワンダフルデイズ』と書かれたものに差し替えられている。

## スタッフ
- 監督：キム・ムンセン
- 脚本：パク・ジュニョン、キム・ムンセン
- 脚本監修：クァク・ジェヨン
- 美術監督：イ・ソギョン
- 音楽：ウォン・イル
- 製作：TIN HOUSE
- 配給：オーラエンターテインメント

### 日本語版製作・配給
- 日本語脚本・演出：山賀博之（ガイナックス）
- プロデューサー：武田康廣（ガイナックス）
- 翻訳：根本理恵
- 演出補：中村烈（テレシス）
- 音響プロデューサー：里口千（テレシス）
- 音響制作：株式会社テレシス
- 主題歌：「A Prayer」、「Aria」（歌：浅野美帆子）
- 日本語版歌詞：山賀博之
- 配給：ガイナックス

## キャスト
| 役名               | 韓国語オリジナル版              | 日本語吹き替え版 |
| ------------------ | ------------------------------- | ---------------- |
| スハ               | チェ・ジフン                    | 山寺宏一         |
| ジェイ             | ウン・ヨンソン                  | 真田アサミ       |
| シモン             | オ・インソン                    | 横堀悦夫         |
| 総督               | キム・ミョングク                | 大木民夫         |
| 副官               | タク・ウォンジェ ユ・インチョン | 山路和弘         |
| ノア博士           | キ・ジュボン                    | 清川元夢         |
| ゴリアテ           | シ・ヨンジュン                  | 石塚運昇         |
| ジョー             | パク・ジフン                    | 後藤哲夫         |
| デイビッド         | アン・ヨンウク                  | パク・トンハ     |
| ティポン           | キム・スジュン                  | 荒川大三郎       |
| エタ               | ヨ・ミンジョン                  | 榎本温子         |
| スハ（子供時代）   | メン・セチャン                  | 池田恭祐         |
| ジェイ（子供時代） | キム・ヒジョン                  | 岡珠希           |
| ウッディー         | キム・ソンミン                  | 桜井誉礼         |
| カレン             | ウン・ソウ                      | 手島沙樹         |

## DVD
日本語版のDVD国内盤が発売されたが、現在は廃盤になっている。発売元：ガイナックス（現：カラー）、販売元：ジェネオン エンタテインメント（現：NBCユニバーサル・エンターテイメントジャパン）。2005年7月22日発売、商品番号：GNBA7047、定価5,985円。

## サウンドトラック盤
韓国のYBSソウルレコーズから、CD＋予告編ほかVCDの2枚組でオリジナル・サウンドトラック盤が発売されたほか、フランスのミランレコーズから、CD1枚のオリジナル・サウンドトラック盤が発売されている。日本の輸入盤取扱店では後者の方が入手し易いが、後者のブックレットには挿入歌の歌詞や解説文が掲載されていない。